# Édouard Hall
Pour les articles homonymes, voir Edward Hall et Hall.
Édouard Hall (1497-1547), est un chroniqueur et avocat anglais, fils de John Hall de Northall, dans le Shropshire.

## Biographie
Éduqué à Eton et au King’s College de Cambridge, il devient avocat, et est également plus tard membre du parlement de Bridgnorth.
The Union of the Two Noble and Illustre Families of Lancastre and Yorke, plus connu sous le nom de Chronique de Hall, est publié en 1542 pour la première fois. Une autre édition est réalisée en 1548 par Richard Grafton, un an après la mort de Hall. En 1809 une nouvelle édition est supervisée par Henry Ellis, et en 1904 la partie concernant le règne d’Henri VIII d’Angleterre est rééditée par Charles Whibley.
Cette chronique débute avec l’accession au trône d’Henri IV en 1399, pour traiter ensuite du conflit entre les York et les Lancaster et s’arrêter à la mort d’Henri VIII en 1547. Hall présente de manière très favorable la politique de ce dernier, montrant sa sympathie pour le protestantisme.
La chronique a une valeur historique faible au début, mais elle devient plus sérieuse lorsqu’elle traite du règne d’Henri VII et est de très bonne qualité pour Henri VIII. Pour l’historien, ce travail apporte la vision d’un témoin sur les faits s’étant déroulés à cette époque. Il s’agit en outre d’une des principales sources d’inspiration pour les pièces historiques de William Shakespeare.

## Œuvre
- Hall's Chronicle, Containing the History of England During the Reign of Henry IV and the Succeeding Monarchs to the End of the Reign of Henry VIII,  Londres, 1809, [lire en ligne].